# 鼠浪湖岛
30°25′33″N 122°28′16″E / 30.425881104151195°N 122.4712085723877°E
鼠浪湖岛位于中華人民共和國浙江省岱山县衢山镇东部，是该镇所辖的除衢山岛外第二大岛屿，与衢山岛之间隔蛇移门水道。陆地面积2.85平方公里，最高海拔166.8米。有2000年普查时有人口1,857，不过2006年起鼠浪岛启动整岛搬迁工程。至2009年9月底，鼠浪村整体搬入位于衢山岛斗新城规划区中的鼠浪新村内。